# Jardin d’acclimatation

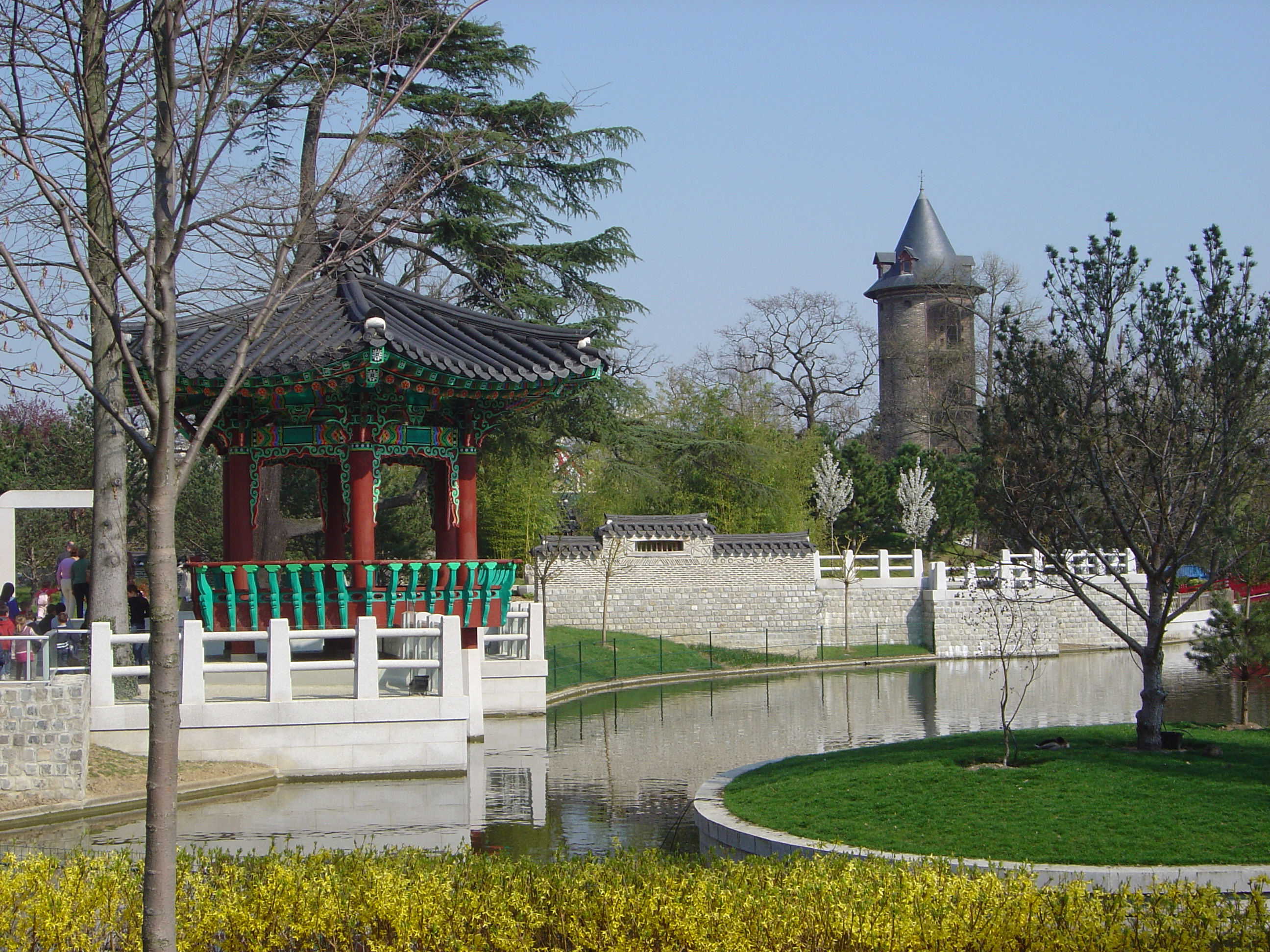
Vista do Jardin d'Acclimatation em 2005.

O Jardin d'Acclimatation (Jardim de Aclimatação), originalmente chamado de Jardin Zoologique d'Acclimatation, é um parque de diversões e lazer que se estende por 19 hectares.
Esse parque está situado entre a Porte de Neuilly e a Porte des Sablons nas cercanias do parque Bois de Boulogne, ao longo da avenida Maurice Barres (Neuilly-sur-Seine).

## Histórico

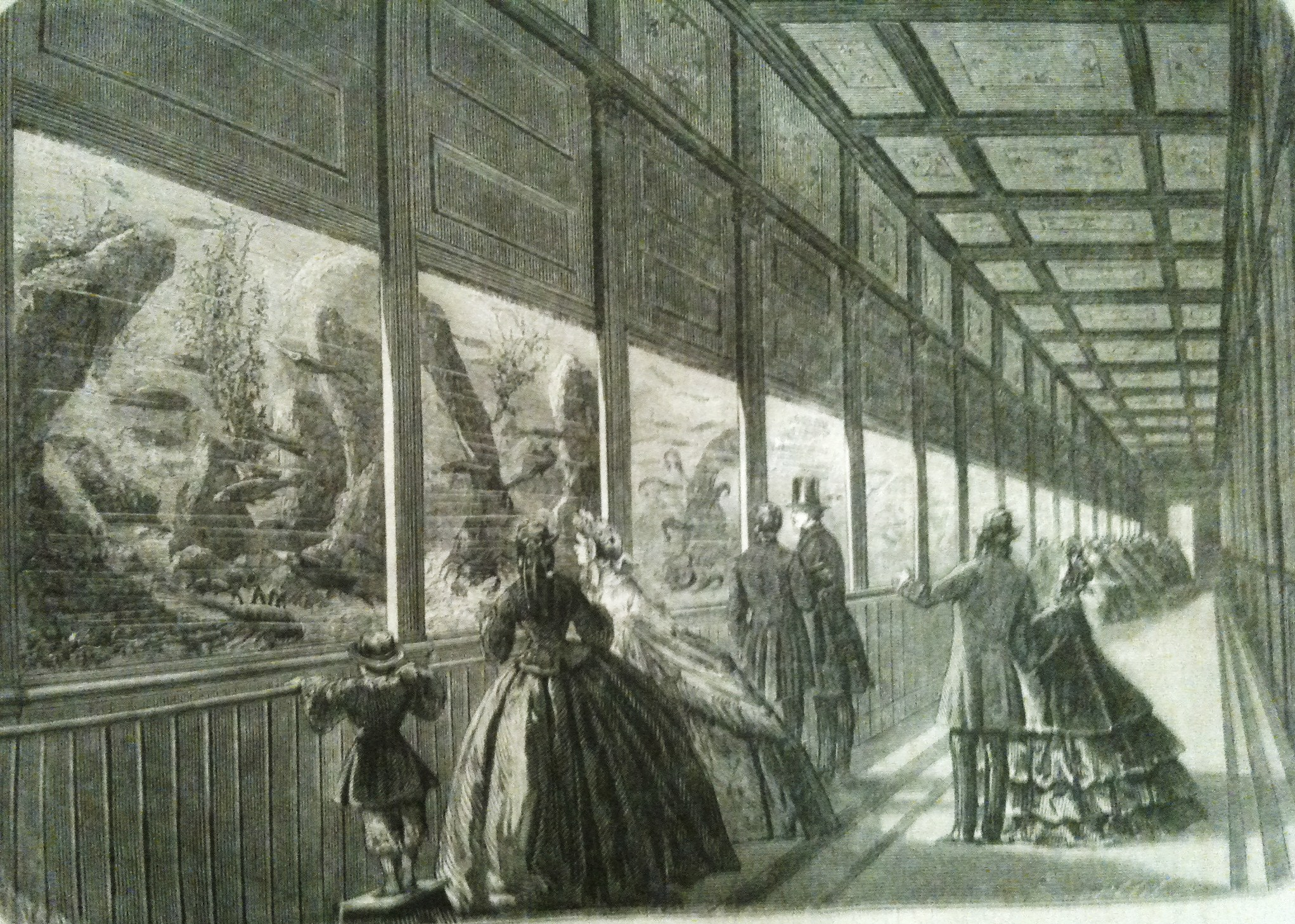
Ilustração do aquário do Jardin d'Acclimatation de 1863.

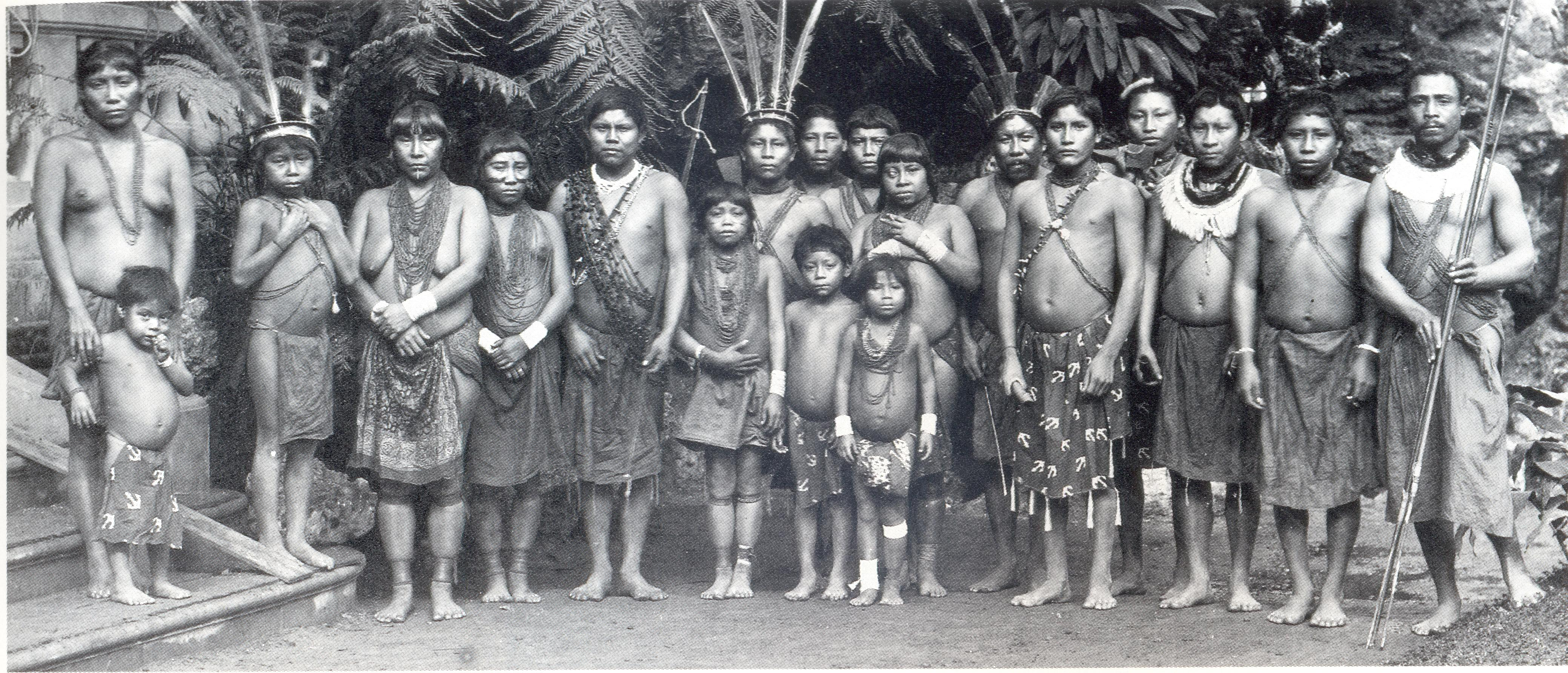
Os indígenas "Kalinas" da Guiana, "expostos" no Jardin d'Acclimatation em 1892.

Fundado em 1854, o Jardin d'Acclimatation foi criado por iniciativa da Société impériale zoologique d'acclimatation, e do zoólogo Isidore Geoffroy Saint-Hilaire. Esta sociedade científica visava contribuir para a introdução e aclimatação de animais exóticos para fins agrícolas, comerciais ou de lazer. A área do parque foi sendo estendida desde 1855 através de sucessivas concessões.
O parque foi inaugurado por Napoleão III em 6 de outubro de 1860 depois de quinze meses de trabalho.
Desde a sua abertura para o público em 9 de outubro, entre os "espécimes exóticos" expostos, destacavam-se: um urso, uma girafa, um camelo, cangurus, bananeiras e bambus. Em outubro 1861 foi inaugurado um aquário.
Em 1866, o jardim tem mais de 110.000 animais. Em 1867, entre as atrações estão 12 exemplares de um enorme boi (o "Gras") seis dos quais se tornaram destaque quando desfilaram no Carnaval de Paris daquele ano.
De 1877 até 1912, o Jardin d'Acclimatation foi convertido para "l'Acclimatation Anthropologique". Na época chamada de "médio-colonialismo", a curiosidade dos parisienses foi atraída pelo estilo de vida e costumes de povos estrangeiros. Com isso, vários "exemplares" de pessoas de origem africana foram "exibidos" num zoológico humano. Esse tipo de exibição foi um grande sucesso, o número de visitantes ao parque dobrou, atingindo a marca do milhão de visitantes.